# Marc Marshall

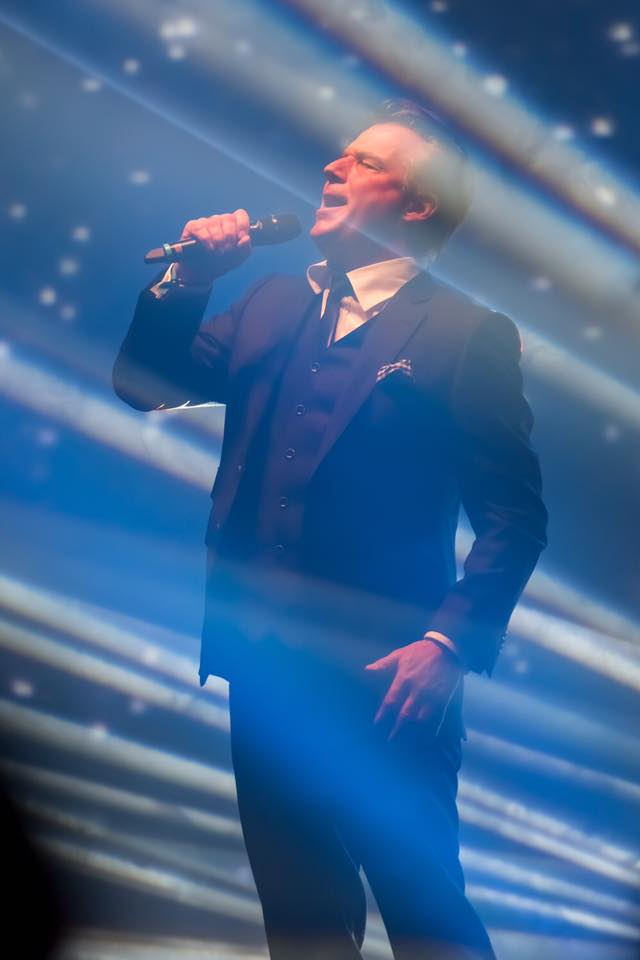
Marc Marshall (2015)

Marc Marshall (* 28. Juli 1963 als Marc Robert Hilger in Baden-Baden) ist ein deutscher Sänger und Entertainer im Bereich Chanson, Jazz, Pop und Klassik.

## Karriere
Marc Marshall wurde 1963 als Sohn von Gabriele Hilger und dem Entertainer Tony Marshall in Baden-Baden geboren. Bereits im Jahr 1970 tourte er mit seinem Vater durch deutsche Clubs in den USA. Am 24. April 1971 stand er zusammen mit seinem Vater im Kurhaus Baden-Baden erstmals auf einer deutschen Bühne. Marshall studierte unter anderem Jazz an der Dick Grove School of Music in Los Angeles; daneben widmete er sich der klassischen Musik. Er schloss ein Studium als Bariton an der Hochschule für Musik Karlsruhe ab. Anlässlich einer dortigen Operettenproduktion lernte er 1993 Jay Alexander kennen. 1997 begannen Marshall & Alexander eine gemeinsame Gesangskarriere als Duo. Sie nahmen mehrere Alben und DVDs auf dem Gebiet des Klassikpops auf und veranstalteten mehrere Konzerttourneen. Im Sommer 2017 feierten Marshall & Alexander ihr 20-jähriges Bestehen mit drei Jubiläumskonzerten auf der größten Freilichtbühne Deutschlands: Freilichtbühne Ötigheim. 2023 hat sich das Duo aufgelöst.
Marshall ist als Entertainer vielseitig tätig. Er hat mit Aretha Franklin, Andrea Bocelli,  Nils Landgren, Roger Cicero, Take 6, Till Brönner, Curtis Stigers, Albrecht Mayer, Alma Naidu, Harold Faltermeyer, Chris Walden, Johnny Logan, Helge Schneider, Mario Biondi Lokua Kanza, Christine Urspruch, Ralf Bauer, Bruna A. Andrade, Baris Enes Comak, Martin Semmelrogge zusammengearbeitet.
Marshall moderierte die Sendung Wundervolle Weihnachtswelt mit Katja Wunderlich und von Mai 2007 bis Mai 2010 die SWR-Fernsehsendung Fröhlicher Weinberg und insgesamt viermal die Sendung Chorfest beim HR. Außerdem sein eigenes Format „Herzschlag-Momente“. Seit 2008 veranstaltet Marshall in Zusammenarbeit mit den Baden-Baden Events jährlich das Festival Mr. M’s Jazz Club mit internationalen Jazzmusikern im Kurhaus Baden-Baden. Neben seiner Sängerlaufbahn ist Marc Marshall auch als Produzent und Komponist tätig. Der Song Hand In Hand ist die offizielle Hymne von DHL. Harry Belafonte widmete er das Lied A Song for Harry. 2017 hat er mit Thomas D von den Die Fantastischen Vier den Song „Lauter sein“ gegen Rechts aufgenommen.

## Privates
Marc Marshall wohnt auch heute noch in seinem Geburtsort Baden-Baden. Er war von 1983 bis 2005 verheiratet und hat aus dieser Ehe zwei Kinder.

## Diskografie

### Alben
| Jahr | Titel                         | Höchstplatzierung, Gesamtwochen, AuszeichnungChartsChartplatzierungen (Jahr, Titel, Platzierungen, Wochen, Auszeichnungen, Anmerkungen) | Anmerkungen                |
| Jahr | Titel                         | DE | Anmerkungen                |
| ---- | ----------------------------- | --- | -------------------------- |
| 2015 | Die Perfekte Affäre Universal | DE90 (1 Wo.)DE | Erstveröffentlichung: 2015 |
| 2017 | Herzschlag Universal          | DE88 (1 Wo.)DE | Erstveröffentlichung: 2017 |

Weitere Alben
- 2024  Times To Love feat. Lokua Kanza, Alma Naidu, Royal Philharmonic Orchestra London, Chris Walden
- 2023  THE1TAKES Vol. 1 feat. Ralf Bauer
- 2021: Nimm Dir Zeit
- 2017: 20 Jahre Hand in Hand (Marshall & Alexander)
- 2013: Bella Italia (Marshall & Alexander)
- 2012: Best of Top Ten des Himmels (Marshall & Alexander)
- 2011: La Stella (Marshall & Alexander)
- 2010: Paradisum (Marshall & Alexander)
- 2009: Freunde (Marshall & Alexander)
- 2008: Götterfunken (die Top Ten des Himmels, u. a. mit Walter Scholz) (Marshall & Alexander)
- 2008: Nimm Dir Zeit (Marc Marshall)
- 2008: Unsere schönsten Weihnachtslieder (Marshall & Alexander)
- 2007: Passione (Marshall & Alexander)
- 2006: hautnah – Earbook (Marshall & Alexander)
- 2006: You’ve Lost That Lovin’ Feeling – Ihre größten Erfolge (Marshall & Alexander)
- 2006: Try to Remember (Marshall & Alexander)
- 2005: Lovers Forever Live feat. Jessica Wahls (Marshall & Alexander)
- 2005: Marshall & Alexander Live (Marshall & Alexander)
- 2005: Lovers Forever – Premium Edition (Marshall & Alexander)
- 2004: Lovers Forever (Marshall & Alexander)
- 2004: Hand in Hand – Tour Edition (Marshall & Alexander)
- 2003: Hand in Hand feat. New York Voices (Marshall & Alexander)
- 2002: The Way You Touch My Soul feat. Till Brönner (Marshall & Alexander)
- 2000: Welcome (Marshall & Alexander)
- 1998: Marshall & Alexander (Marshall & Alexander)

### DVD
- 2008: Top Ten des Himmels
- 2004: Lovers Forever
- 2002: The Way You Touch My Soul
- 2002: Welcome

### Earbook
- 2006: Hautnah